# Filadelfiakyrkan, Holmsjö
Filadelfiakyrkan i Holmsjö var en kyrkasom tillhörde Pingströrelsen.  Den 17 augusti 2013 brann den ner till grunden. Kyrkan uppfördes på 1940-talet.